# Widdebrouck
Widdebrouck (Nederlands: Widdebroek) is een gehucht in de Franse gemeente Aire-sur-la-Lys in het departement Pas-de-Calais. Het ligt drie kilometer ten noordoosten van het stadscentrum van Aire-sur-la-Lys. Het gehucht ligt tussen de stadskern en de grens met het Noorderdepartement en de gemeente Boezegem. Widdebrouck bestaat uit de kernen Blanc Widdebrouck in het zuiden en Noir Widdebrouck in het noorden. Ten zuiden van het gehucht stroomt de Leie.

## Geschiedenis
Een oude vermelding van de plaats dateert uit 1100 als Widebroc. Kerkelijk was de plaats afhankelijk van de parochie van Saint-Martin. Bestuurlijk viel ze echter niet onder Aire-sur-la-Lys, maar onder de kasselrij van Kassel in Vlaanderen. Waar in Aire-sur-la-Lys Frans of Picardisch werd gesproken, was Widdebrouck Vlaamstalig.
De plaats lag in de 17de eeuw in een betwist gebied tussen de Franse koning en de Spaanse Nederlanden. Na de Franse belegering van Aire-sur-la-Lys in 1641 liet Filips IV van Spanje bij Widdebrouck in 1642 het Fort Saint-François bouwen.
Op het eind van het ancien régime werd Widdebrouck ondergebracht in de gemeente Aire-sur-la-Lys.

## Bezienswaardigheden
- De restanten van het voormalige Fort Saint-François, later Fort Gassion genoemd. Het fort werd in de 19de eeuw afgebroken. De overblijfselen werden in 1990 ingeschreven als monument historique.

Aire-sur-la-Lys · Garlinghem · Glomenghem · Grand Neufpré · Houleron · La Jumelle · La Lacque · Lenglet · Mississippi · Moulin le Comte · Pecqueur · Petit Neufpré · Rincq · Saint-Martin · Saint-Quentin · Widdebrouck

Lijst van Franse gemeenten · Arrondissement Sint-Omaars · Pas-de-Calais · Hauts-de-France